# Gulden getal
Het gulden getal (Lat.: Numerus aureus) van een jaar geeft aan hoe ver een jaar zich in de cyclus van Meton bevindt. Het gulden getal speelt een rol in de bepaling van de epacta, wat op zijn beurt een rol speelt in de bepaling van de datum van Pasen.
De tijd tussen 2 opeenvolgende momenten met dezelfde maanfase, zoals twee opeenvolgende nieuwe manen, heet een synodische maand of een lunatie of een maanmaand. De duur van een synodische maand varieert van 29,18 tot 29,93 dagen, met een gemiddelde van 29,53059 dagen.
Een Gregoriaan kalenderjaar duurt gemiddeld 365,2425 dagen. Dat is een benadering van de duur van een tropisch jaar, wat de gemiddelde tijd is tussen twee opeenvolgende passages van de Zon door het lentepunt. Een tropisch jaar duurt gemiddeld 365,2422 dagen.
235 gemiddelde lunaties duren minder dan 2 uur langer dan 19 gemiddelde jaren. Bij benadering herhalen de data van nieuwe en volle manen, en van eerste en laatste kwartieren dan ook elke 19 jaar. Dit wordt de cyclus van Meton genoemd.
Het gulden getal is aldus een natuurlijk getal tussen 1 en 19 inclusief, dat jaar na jaar met ééntje vermeerdert, maar terug op 1 gezet wordt in een jaar volgend op een jaar waarvan het gulden getal 19 was.
Rond 1162 gaf een zekere Master William dit getal de naam “gulden getal” “omdat het meer kostbaar is dan andere getallen”.
Een van de wijzers van de Jubelklok op de Zimmertoren geeft het gulden getal aan.

## Berekening
Het gulden getal wordt bepaald door:
gulden_getal = (jaartal modulo 19) + 1
Voorbeeld: het gulden getal voor 2025 is ((2025 mod 19) + 1) = 11 + 1 = 12.
Het gulden getal was nog niet in gebruik voor Christus, maar als je het proleptisch wil berekenen voor jaren voor Christus, dan moet je het astronomisch jaartal gebruiken, met andere woorden: 0 voor 1 v.Chr., –1 voor 2 v.Chr., –2 voor 3 v.Chr., …